# Petr Čáslava
Petr Čáslava (* 3. září 1979, Kolín) je bývalý český profesionální hokejista odchovaný extraligovým týmem HC Moeller Pardubice. V současnosti působí v klubu HC Chrudim jako trenér mládeže.

## Hráčská kariéra
- 1997-1998 HC IPB Pojišťovna Pardubice
- 1998-1999 HC IPB Pojišťovna Pardubice
- 1999-2000 HC IPB Pojišťovna Pardubice
- 2000-2001 HC Dukla Jihlava (1. liga)
- 2001-2002 HC Dukla Jihlava (1. liga), HC IPB Pojišťovna Pardubice
- 2002-2003 HC IPB Pojišťovna Pardubice, Hradec Králové (1. liga)
- 2003-2004 HC Moeller Pardubice, Hradec Králové (1. liga)
- 2004-2005 HC Moeller Pardubice Mistr české extraligy
- 2005-2006 HC Moeller Pardubice
- 2006-2007 HC Moeller Pardubice
- 2007-2008 Severstal Čerepovec (Rusko)
- 2008-2009 HC Moeller Pardubice
- 2009-2010 HC Eaton Pardubice, Timrå IK (Švédsko)
- 2010–2011 CSKA Moskva (Rusko) (KHL)
- 2011–2012 CSKA Moskva (Rusko) (KHL)
- 2012–2013 Severstal Čerepovec (Rusko) (KHL)
- 2013–2014 Severstal Čerepovec (Rusko) (KHL)
- 2014-2015 HC ČSOB Pojišťovna Pardubice
- 2015-2016 HC Dynamo Pardubice
- 2016-2017 HC Dynamo Pardubice
- 2017-2018 HC Dynamo Pardubice
- 2018-2019 HC Dynamo Pardubice
- 2019-2020 HC RODOS Dvůr Králové nad Labem
- 2020-2021 HC Hlinsko
- 2021-2022 HC Hlinsko
- 2022-2023 HC Chrudim
- 2023-2024 HC Chrudim

## Reprezentace
Premiéra v reprezentaci:11. listopadu 2002 Česko - Slovensko (Plzeň).
| Rok                       | Tým                       | Soutěž                    | Z  | G | A | B  | TM |
| ------------------------- | ------------------------- | ------------------------- | -- | - | - | -- | -- |
| 1999                      | Česko 20                  | MSJ                       | 6  | 0 | 2 | 2  | 4  |
| 2007                      | Česko                     | MS                        | 7  | 2 | 0 | 2  | 6  |
| 2008                      | Česko                     | MS                        | 7  | 0 | 0 | 0  | 4  |
| 2009                      | Česko                     | MS                        | 7  | 0 | 2 | 2  | 6  |
| 2010                      | Česko                     | MS                        | 9  | 0 | 0 | 0  | 6  |
| 2011                      | Česko                     | MS                        | 9  | 0 | 1 | 1  | 8  |
| 2012                      | Česko                     | MS                        | 10 | 2 | 3 | 5  | 4  |
| 2013                      | Česko                     | MS                        | 8  | 0 | 1 | 1  | 6  |
| 2015                      | Česko                     | MS                        | 10 | 0 | 1 | 1  | 4  |
| Seniorská kariéra celkově | Seniorská kariéra celkově | Seniorská kariéra celkově | 67 | 4 | 8 | 12 | 44 |